# Мачак Феликс у другој димензији
Мачак Феликс у другој димензији (користи се и назив Мачак Феликс: Филм) је амерички-немачки-мађарски-пољски-бугарски-канадски анимирани филм из 1989. режисера Тибора Хернадија и заснован на истоименом цртаном и стрипском лику.
Синхронизација на српски језик је рађена 1989. године за РТБ.

## Музика
1. "Sly as a Fox" (Лукав као лисица)
2. "Together Again" (Поново заједно)
3. "All You Need Is Friends" (Све што ти треба су пријатељи)
4. "Who Is the Boss?" (Ко је газда?)
5. "Mizzard Shuffle" (Миштери)
6. "Face to the Wind (The Princess Song)" (Лице према ветру)
7. "Something More Than Friends" (Нешто више од пријатеља)
8. "End Credits" (Завршна шпица)

## Улоге
| Име лика         | РТБ              |
| ---------------- | ---------------- |
| Мачак Феликс     | Љубиша Бачић     |
| Принцеза Оријана | Нада Блам        |
| Пим              | Мирослав Бијелић |
| Војвода од Зила  | Мирослав Бијелић |
| Грампер          | Никола Симић     |
| Професор         | Мирослав Бијелић |
| Поиндекстер      | Никола Симић     |
| Перл             | Нада Блам        |

- Имена ликова су у РТБ синхронизацији остављена у оригиналу.